# 沼津機関区
沼津機関区（ぬまづきかんく）は、かつて静岡県沼津市に存在した、日本国有鉄道（国鉄）の車両基地。沼津駅に隣接して設けられていた。

## 概要
東海道本線の横浜駅（現在の桜木町駅） - 熱田駅間の着工の際、箱根越え区間（現在の御殿場線の区間）の工事拠点として1886年（明治19年）12月1日に設置された。当初は沼津機関庫と名乗り、1936年（昭和11年）に沼津機関区と改称。東海道本線で使用された蒸気機関車、のちに電気機関車の一大基地となり、特急「燕」を牽引したC51形蒸気機関車などが配置され、このほか身延線、御殿場線用の電車が配置されていた。（身延線の電車は1969年、富士電車区の検修部門と統合で配置）
国鉄最末期の1986年（昭和61年）の夏休み期間中には、創立100周年の一般公開イベントとして「Locomotive Fair in 沼津」が開催されたが、実際に100周年を迎える同年12月1日を待たずして、国鉄最後のダイヤ改正が行われた同年11月1日をもって機関車基地としての役目を終えた。
配置されていた機関車は他の車両基地に、身延線と御殿場線用の電車は静岡運転所へと移された。なお、「いこい」については名古屋車両区に転出し、その後も沼津に常駐していた。乗務員部門については1987年3月に沼津運転区となり、民営化後車掌部門を統合し沼津運輸区となっている。
廃止後、跡地では都市再開発が行われ「キラメッセぬまづ」などの施設が建設された。また、沼津駅南口には当区所属だったC58 230号機の部品を使った記念碑が建てられている。

## 配置車両
配置車両の所属略号は「静ヌマ」と「沼」。
- 蒸気機関車
  - 2120形 -（在籍1931年-1955年）
  - 2700形 -（在籍1928年-1931年）
  - 9750形 -（在籍1931年-1933年）
  - C51形 -（在籍1931年-1933年）
  - C53形 -（在籍1931年-1933年）
  - D50形 -（在籍1931年-1939年、1947年）
  - C52形 -（在籍1933年-1935年）
  - 2500形 -（在籍1935年、1949年）
  - 1000形 -（在籍1937年-1943年）
  - 9600形 -（在籍1936年-1938年）
  - 10形 -（在籍1943年）
  - D51形 -（在籍1947年-1953年）
  - D52形 -（在籍1947年-1959年）
  - C11形 -（在籍1951年-1961年）
  - 8620形 -（在籍1955年-1959年）
  - C50形 -（在籍1955年-1965年）
  - 2400形 -（在籍1957年）
  - 1200形　-（在籍1913年）
  - 1700形　-（在籍1928年-1930年）
  - 8700型　- (在籍1913年）
  - 8850形　-（在籍1913年）
  - 9150形　-（在籍1913年）
  - 9800形　-（在籍1913年.1928年）
  - 9850形　-（在籍1913年）
  - C58形 - （在籍1961年-1968年）

※「国鉄動力車配置表』1931年より1965年までの1945年を除く隔年分から『世界の鉄道』1967年、朝日新聞社
※昭和36年発行　沼津機関区史による
- 電気機関車
  - ED54形  -（在籍1935年-1937年）
  - EF52形 -（在籍1935年-1951年）
  - EF53形 -（在籍1935年-1953年）
  - EF54形 -（在籍1935年-1943年）
  - EF55形 -（在籍1937年-1949年）
  - EF56形 -（在籍1939年-1949年、1957年）
  - EF10形  -（在籍1941年-1943年、1955年-1965年）
  - EF12形  -（在籍1941年）
  - EF57形 -（在籍1941年-1955年）
  - EF13形  -（在籍1946年、1949年）
  - EF58形  -（在籍1947年-1953年、1957年-1961年）
  - ED24形  -（在籍1953年）
  - EF15形  -（在籍1953年-1963年）
  - EF18形  -（在籍1953年-1954年）
  - EF60形 -（在籍1965年-1986年）
  - EF50形 - (在籍1953年）
  - EF65形 - （在籍1964年-1986年）
  - ED62形 - （在籍1985年）

※「国鉄動力車配置表』1931年より1967年までの1945年を除く隔年分から『世界の鉄道』1969年、朝日新聞社
※国鉄沼津機関区100年史
- 電車[5]
  - クモハ60
  - クモハ14
  - クモハ43
  - クモハ51
  - クモハユニ44
  - クハ16
  - クハ47
  - クハ55
  - クハ68
  - サハ45
  - サハ48
  - クエ28
  - クモヤ22
  - クモハ12
  - クモヤ90
  - 33系（牽引車代用）
  - 40系（御殿場・身延線用）
  - 42系（身延線用）
  - 50系（身延線用・牽引車）
  - 51系（身延線用）
  - 72系（御殿場線用）
  - 62系（2代。身延線用）
    - 1974年に配置された。72系を115系300番台と同等の車体に更新した車両で、既存の旧形国電とは異なり固定編成で使用された。4両編成3本が配置され、末期はA編成（A1 - A3編成）を名乗った。
    - 1981年の115系投入後も残存したが、1984年2月にC編成に置き換えられ離脱。その後は富士宮駅や西浜松駅に疎開されたが、同じ72系車体更新車の72系970番台（→103系3000番台）のように新性能化されることはなく、民営化後の1989年に清水駅構内で解体された。

  - 115系電車
    - 1979年に御殿場線の72系を置き換える目的で小山電車区（現・小山車両センター）から0・800番台で構成された4両編成11本が転入し、N編成（N1 - N11編成）を名乗った。
    - 1981年には身延線新性能化のため115系2600番台47両が新製配置された。塗装はワインレッド（赤2号）に白（クリーム10号）帯を纏った身延色。財政難のため、当時製造されていた115系1000番台と同様に冷房は準備工事に留まった。当初はクハ115-2100を含む4両編成がB編成（B1 - B8編成）、3両編成がC編成（C1 - C5編成）を名乗っていた。
    - 1983年から1984年にかけて、N編成のモハ115形に先頭車化改造工事が施工され、クモハ115-500となった。この改造に伴う車両不足により身延線用のB編成やC編成が御殿場線で運用された他、三鷹電車区（現・三鷹車両センター）や長岡運転所（現・長岡車両センター）から115系を借り入れた。
    - 1984年2月1日のダイヤ改正で余剰となったN編成のクハ115形と、B編成のクハ115-2100が新潟運転所（現・新潟車両センター）や広島運転所に転出した。また、2600番台は全車がB編成（B1 - B13編成）に改称された。一方で身延線に残っていた62系を置き換える目的で岡山電車区からクモハ115-500+モハ114が2ユニット、三鷹電車区からサハ115を改造したクハ115-600が2両転入した。後者は横須賀色となっている。転入したモハ114は0番台で狭小トンネルのある身延線には入線できないため、押し出される形で既存のN2・N8編成が身延線用に転用され、C編成（C1 - C2編成）となった。この際塗色変更は行われず、湘南色のままで運用された。なお、転入車はN1・N2編成を名乗り、既存の編成はそれにあわせて改称されている。
    - 1985年3月の国鉄ダイヤ改正ではN1・N2編成が新前橋電車区（現・高崎車両センター）に転出し、代わりに三鷹電車区から同数（6両）が転入した。初のクモハ115-0である他、当初は横須賀色のまま運用された。
    - 1986年3月3日付で、全78両が静岡運転所に移管された。

  - クモユニ143形
    - 1981年の身延線新性能化に合わせて4両が新製配置され、D編成（D1 - D4編成）を名乗った。塗色は115系と同じ身延色。1985年3月の身延線における荷物輸送の廃止に伴い、全車が長岡運転所に転出した。

  - クモヤ145形
    - 1983年11月に601が配置された。種車はモハ100-806で、身延線に対応するためパンタグラフはPS23形を搭載し、更に取付部を20mm下げている。主に御殿場線や身延線の霜取りに使用され、1986年3月3日付で静岡運転所に移管された。
- 気動車[5]
  - 10系（御殿場線用）キハ51形
  - キハ10
  - キハ11
  - キハ16
  - キハ17
  - キハ20
  - キハ28
  - キハ50
  - キハ51
  - キハ55
  - キハ58
  - キハ60
- ディーゼル機関車[5]
  - DE10 - （在籍1979年-1983年）
  - DE11 - （在籍1969年-1983年）

※客車は沼津機関区にはなく隣接の沼津客貨車区に配置